# Brie-sous-Matha
Brie-sous-Matha – miejscowość i gmina we Francji, w regionie Nowa Akwitania, w departamencie Charente-Maritime.
Według danych na rok 1990 gminę zamieszkiwało 178 osób, a gęstość zaludnienia wynosiła 28 osób/km² (wśród 1467 gmin regionu Poitou-Charentes Brie-sous-Matha plasuje się na 817. miejscu pod względem liczby ludności, natomiast pod względem powierzchni na miejscu 1017.).